# سنجاب حجار
سنجاب حجار یا سنجاب کوتوله بورنئو (نام علمی: Glyphotes simus) نام یک گونه از تیره سنجاب است.